# Real Reggae
Real Reggae é um quarteto japonês, conhecido por misturar o hardcore punk/grindcore com o reggae e o dub. A banda é muito respeitada no underground hardcore tendo inclusive lançado um split junto com a banda de thrashpunk estadunidense, Hellnation, participando também de várias coletâneas pelo mundo.

## Integrantes
- Shinya - vocal
- Jun - guitarra
- Masaru - baixo
- Yoji - bateria

## Discografia

### Álbuns completos
- Maze (1998)
- Timelag Memory's (2000)
- Maze+THC Best (2001)

### EP's/Splits
- Over Stay (1995)
- Real Reggae/Hellnation 7" (1995)

### VHS
- Traffic Accident (1997)
- Videomaze (1998)

### Coletâneas
- Snarl Out (1995)
- Homeless Benefit EP (1995)
- Snarl Out 2 (1997)
- Violence 8"flexi (1997)
- No Fate 4 CD (1997)
- Bllleeeaaauuurrrrgghhh! 7"ep (1997)
- Jap (1997)
- Tomorrow Will Be Worse 4X7" (1997)
- Barbaric Thrash Detonation CD＋7"ep (1998)
- Jikoshuchou 2 CD (1999)
- Tomorrow Will Be Worse 2 CD/LP (1999)
- Hardcore Ball 5 (1999)
- V.A./H.S.S.R.R. 3way split - Real Reggae/Slight Slappers/Hellnation (1999)
- Spiritual Heatbeat - A Tribute To Bob Marley (2000)